# 'Till I Collapse
Pistes de The Eminem Show
Say What You Say
(17) My Dad's Gone Crazy
(19)
'Till I Collapse est une chanson du rappeur américain Eminem en collaboration avec Nate Dogg tirée de l'album The Eminem Show sorti en 2002. Écrite et composée par Eminem, Nate Dogg et Luis Resto, produite par Eminem, elle ne sort pas en tant que single. La chanson est distribuée par Interscope Records, Aftermath Entertainment, le label de Dr. Dre et Shady Records, label fondé par Eminem et Paul Rosenberg.
Elle est classée 25e dans le classement des chansons de rap donnant envie de frapper quelqu'un, selon le magazine Complex.

## Utilisation
La chanson a été utilisée pour la promotion du jeu vidéo Call of Duty: Modern Warfare 2 ou du film Savages d'Oliver Stone. La chanson est jouée pour l'entrée des joueurs des Cleveland Cavaliers et dans la série télévisée Entourage. La chanson a également été utilisée en bande-originale des films Real Steel et Creed II.

## Contenu
La chanson réutilise des instrumentaux de la chanson We Will Rock You de Queen. Dans le second couplet, Eminem cite sa liste de ses rappeurs préférés : Nas, Tupac Shakur, The Notorious B.I.G., Redman, André 3000, Jadakiss, Kurupt et Jay-Z. Eminem a avoué en 2011 que la chanson était l'une de ses favorites qu'il ait composé.

## Classements hebdomadaires
Bien que la chanson ne soit jamais sortie comme single, elle fut utilisée très fréquemment pour la promotion des albums d'Eminem. En 2012, elle a été certifiée double disque de platine grâce aux 2 millions d'exemplaires vendus aux États-Unis.
| Classement (2002-2009)         | Meilleure position |
| ------------------------------ | ------------------ |
| États-Unis (Pop Airplay)       | 15                 |
| Royaume-Uni (UK Singles Chart) | 73                 |

En 2021, le titre 'Till I Collapse devient le premier titre à atteindre le milliard d'écoutes sur la plateforme de streaming Spotify, parmi les chansons qui ne sont pas sorties en single. C'est donc, à cette date, le "non-single" le plus écouté de l'Histoire.